# Campion Hall

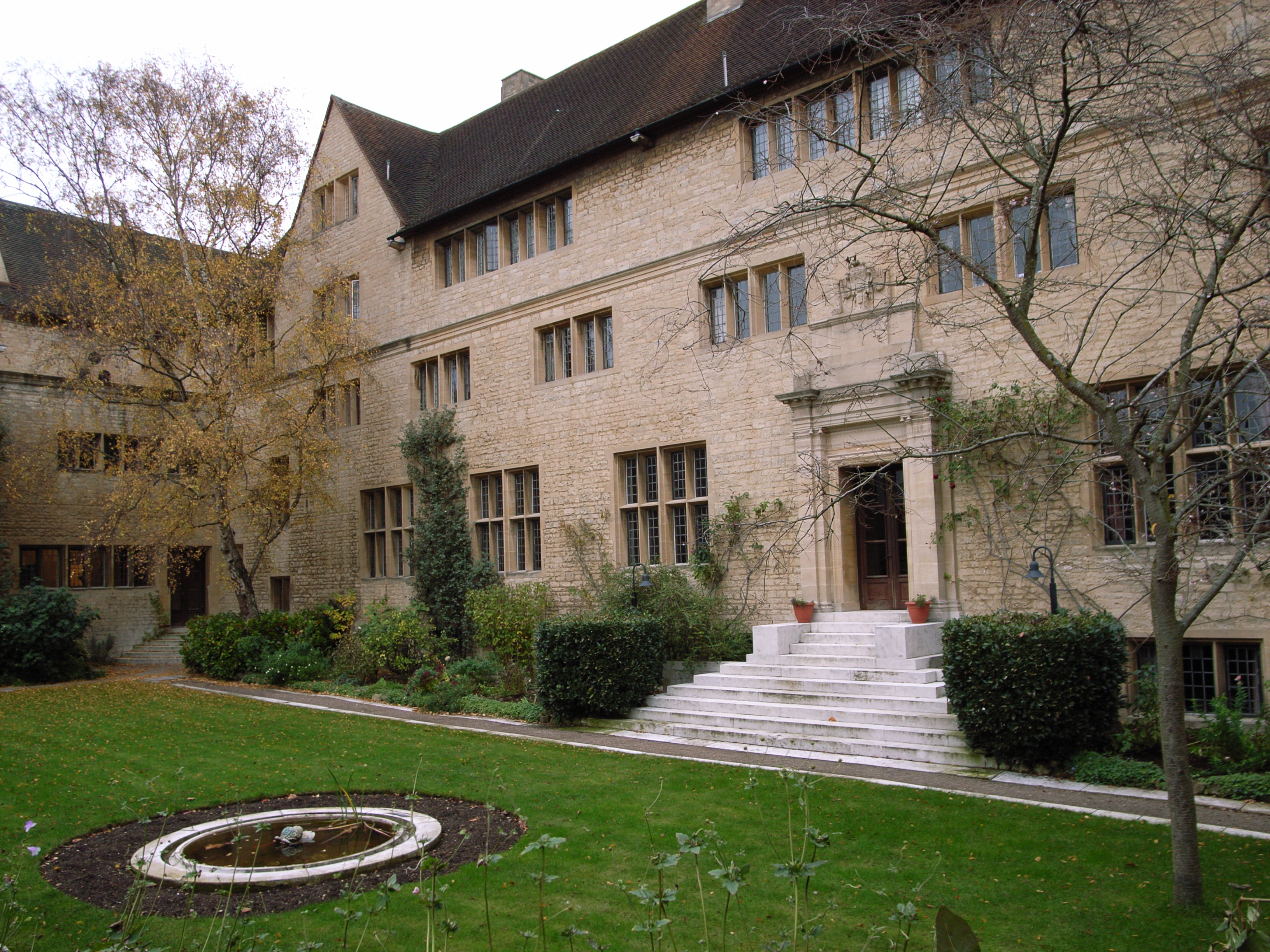
Campion Hall

Campion Hall ist eine Permanent Private Hall der University of Oxford in England. Sie wird vom Jesuitenorden geführt und ist benannt nach Edmund Campion, einem Märtyrer und Fellow des St John’s College. Das Anwesen liegt an der Brewer Street, zwischen den Colleges Christ Church und Pembroke College. Es beherbergt auch eine wichtige Sammlung religiöser Kunst.
Am 9. September 1896 eröffnete P. Richard Clarke eine Private Hall: 'Clarke's Hall'. Sie sollte jesuitischen Studenten in Oxford eine Unterkunft bieten und ein Studium ermöglichen. Bis 1936 lag sie an der Hauptstraße St Giles. 1918 erhielt die Hall den Dauerstatus und wurde in Campion Hall umbenannt. 1933 bis 1945 war ihr Leiter P. Martin d'Arcy. Ein neuer Standort wurde in der Brewer Street auf dem Gelände einer ehemaligen Brauerei gefunden. Der Neubau von Edwin Lutyens wurde 1936 eröffnet.

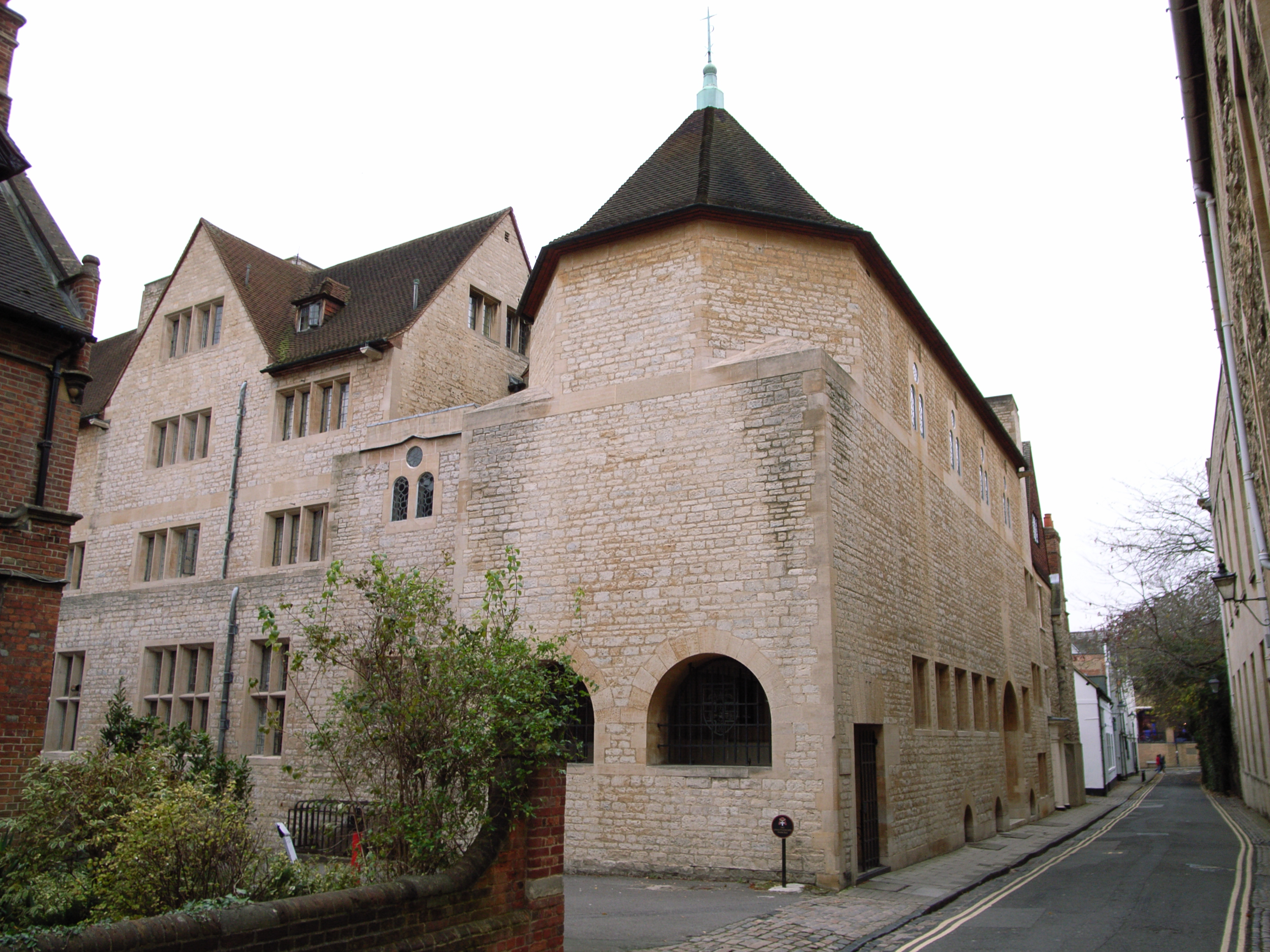
Sicht auf Campion Hall mit der Kapelle von der Brewer Street

Die Studenten einer Permanent Private Hall, wie Campion Hall sie ist, genießen dieselben Rechte wie Studenten eines Colleges. An Campion Hall studieren primär Jesuiten und andere Ordensleute sowie auch einige Laien. Es werden allerdings nur Graduates aufgenommen, also Studenten, die bereits über einen Hochschulabschluss verfügen. Die Zahl liegt gegenwärtig bei insgesamt ca. 20 Studenten, von denen die meisten an einem Promotionsprojekt arbeiten.  
Das ansässige Laudato Si' Research Institute unter Celia Deane-Drummond untersucht die Transformation der Gesellschaft unter den drängenden Herausforderungen der Gegenwart. Zudem besteht ein enger wissenschaftlicher Austausch zwischen Campion Hall und der amerikanischen Georgetown University. 

## Verlorener Michelangelo?

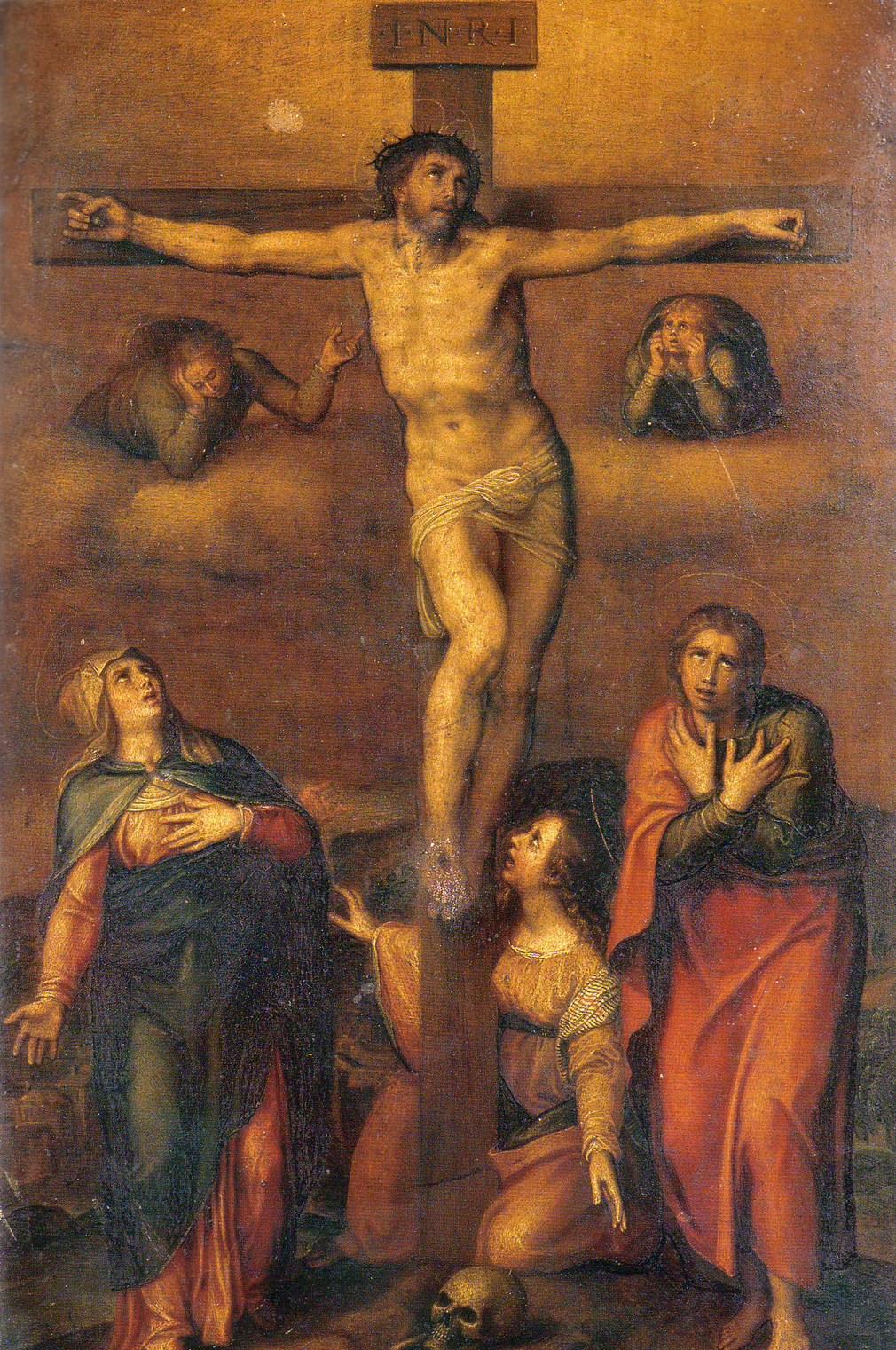
Michelangelo: Kreuzigung Jesu, 1540 Kathedrale von Logroño

Im Jahr 2011 wurde das Gemälde Die Kreuzigung Jesu, das in der Hall hing, für ein lange Zeit verlorenes Meisterwerk von Michelangelo gehalten (Wert 100 Mio. £). Es war in den 1930er Jahren auf einer Auktion gekauft worden. Einige Experten halten es eher für ein Gemälde von Marcello Venusti. Heute hängt es zur Sicherheit im Ashmolean Museum. Eine ähnliche Miniatur (mit drei Figuren am Boden) befindet sich in der spanischen Kathedrale von Logroño (siehe Abbildung).

## Einzelbelege
1. ↑  Art Collection Landing Page | campion-hall. Abgerufen am 21. November 2020 (englisch).
2. ↑  Celia.Deane-Drummond | Campion Hall. Abgerufen am 21. November 2020.
3. ↑  Lost 'Michelangelo' found at Campion Hall, Oxford. BBC News, 11. Juli 2011, abgerufen am 21. November 2020 (englisch).

Koordinaten: 51° 44′ 59″ N, 1° 15′ 30″ W